# Tuhala karstgebied

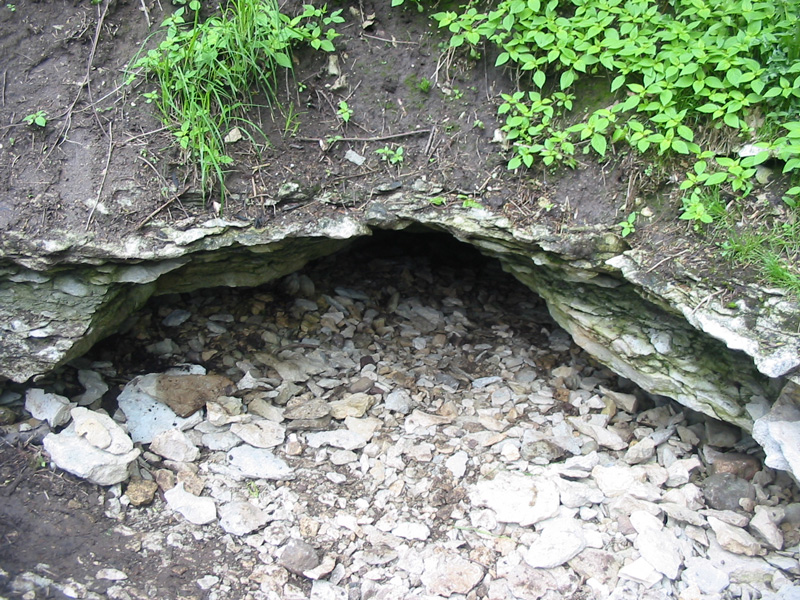
Virulase koobas

Het Tuhala karstgebied (Estisch: Tuhala karstiala) is een karstgebied in de Estische provincie Harjumaa, gelegen bij de gelijknamige plaats Tuhala en wordt beheerd onder de naam Tuhala natuurpark. Het gebied is zo'n 188 hectare groot en is daarmee een van de grootste karstgebieden van Estland. De belangrijkste rivieren die door het karstgebied stromen zijn de Tuhala en de Kuie. De twee rivieren hebben al vele karstbronnen, zinkgaten en karstdalen gevormd. Aangezien het karstgebied ook heel actief is, zijn er ook nog vrij recent enkele zinkgaten bijgekomen. De belangrijkste toeristische trekpleisters in het gebied zijn verder de Virulase koobas en de Heksenbron van Tuhala. De Virulase koobas is met zo'n 54 meter de langste grot in Estland.

## Hydrografie en geologie

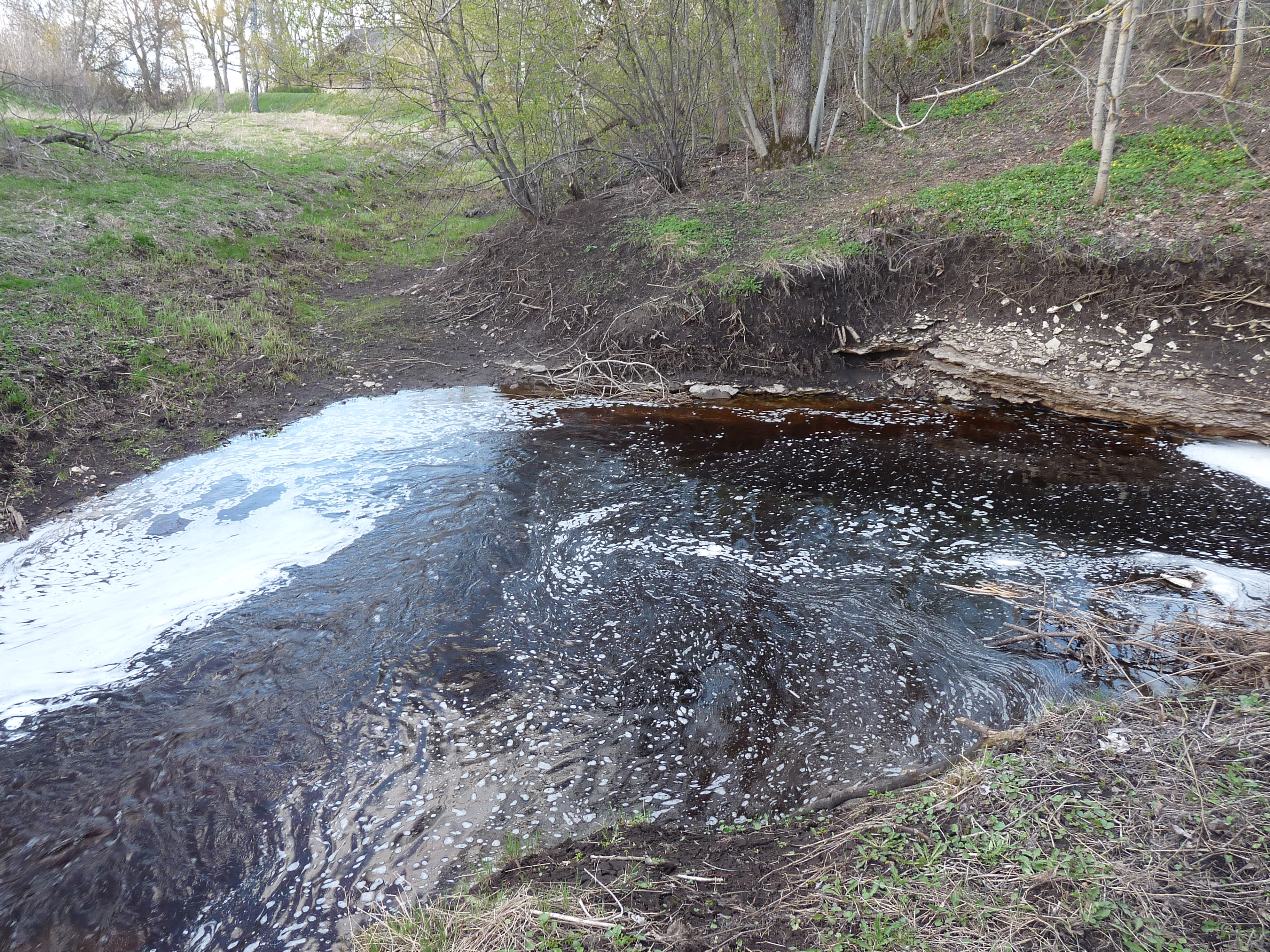
De Tuhalarivier voordat ze de grond in "zinkt"

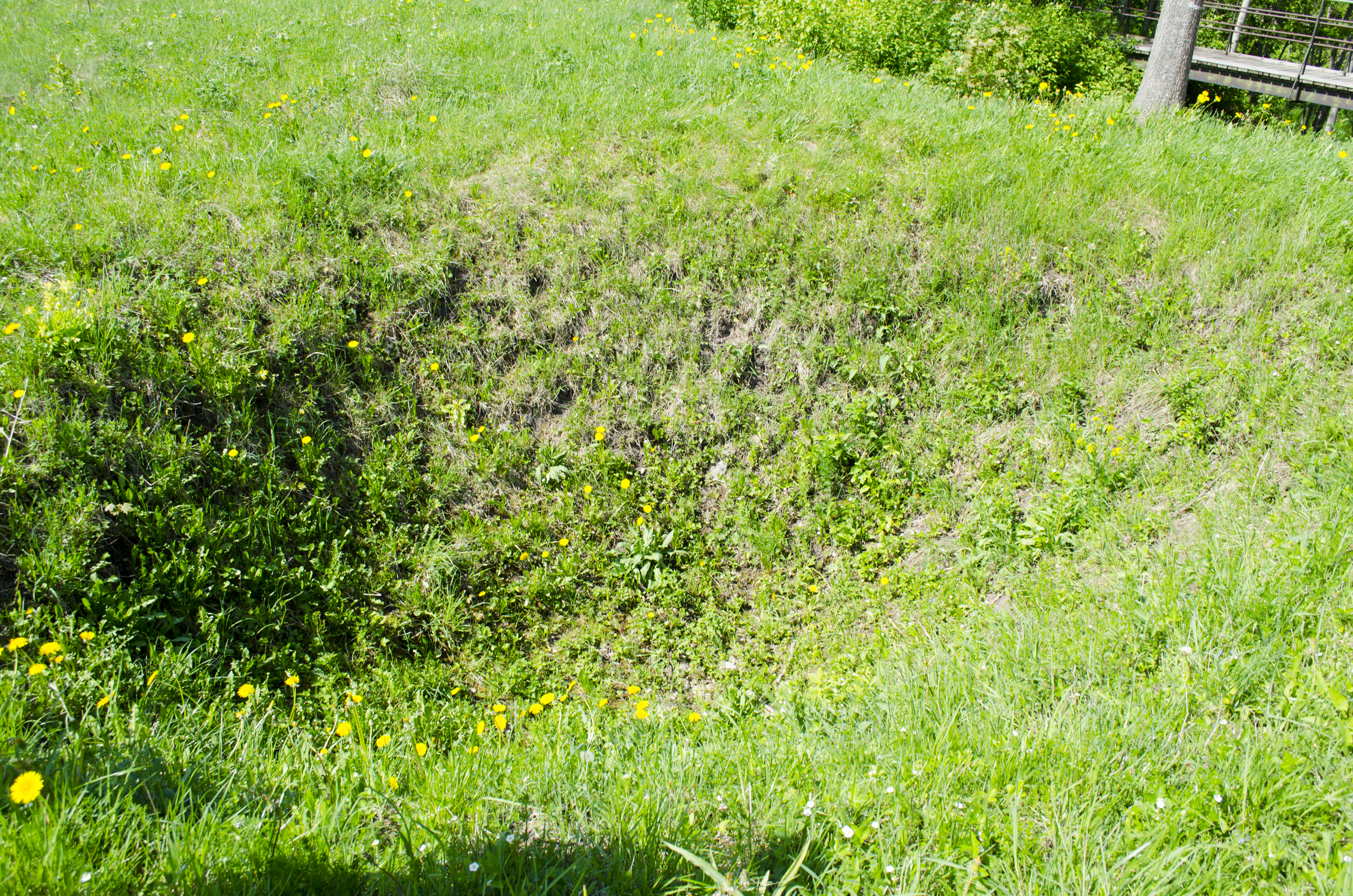
Zinkgat bij de Ämmaauk

Het Tuhala karstgebied is het grootste gebied in Estland waarvan de bodem voornamelijk uit (poreus) kalksteen bestaat. De twee belangrijkste rivieren zijn de Tuhala en de Kuie, die deels ondergronds door het karstgebied stromen.
Het ondergrondse traject van de Tuhalarivier is in totaal circa 6 kilometer lang. De rivier verdwijnt op drie plaatsen onder de grond en splitst zich in de kalksteengronden in drie vertakkingen. Bij hoogwater in de rivier zinkt het water er met circa 0,8 m³/s de grond in. Twee van de drie plaatsen worden de Ämmaauk en de Äiaauk genoemd. De vertakking van de Ämmaauk komt uiteindelijk (bij normale waterstand) met zo'n 3 m³/s bij de Vetõusmebronnen aan het oppervlak. De Äiaauk-vertakking komt bij de Tuhalarivier tevoorschijn, en bij hoogwater tevens bij de Heksenbron van Tuhala. Het effluent in de Heksenbron bedraagt dan 0,1 m³/s. De derde vertakking komt bij de Kaldabron bovengronds als de Kuie. 
Zowel bovengronds als ondergronds hebben de vertakkingen veel sporen zoals zinkgaten en karstdalen achtergelaten. De meeste sporen bevinden zich rondom de karstbronnen in het gebied. Enkele sporen bevinden zich echter (gedeeltelijk) op afstand van de karstbronnen, zoals het karstdal van de Kuie op het westelijke deel van het karstgebied. Dit dal begint zich te vullen met water bij een hoge waterstand doordat de ondergrondse vertakkingen van de Tuhalarivier op dat moment geen water meer kunnen verwerken. In de afgelopen decennia zijn nog diverse zinkgaten ontstaan, waarvan de Ämmaauk op 20 april 1972. In 1978 kwam een zinkgat tevoorschijn nadat een paard er door de grond zakte en overleed. In 1981 ontstond een zinkgat in de weg van Kolu naar Kohila. In het karstdal van de Kuie ontstond in 2000 een zinkgat.
De beheerder van het Tuhala natuurpark verwacht dat het karstlandschap ook in de toekomst nog verandert, onder meer doordat de Ämmaauk en de Äiaauk zullen samenkomen, waardoor binnen tientallen jaren de Äiaauk volledig zal verdwijnen.

## Toerisme

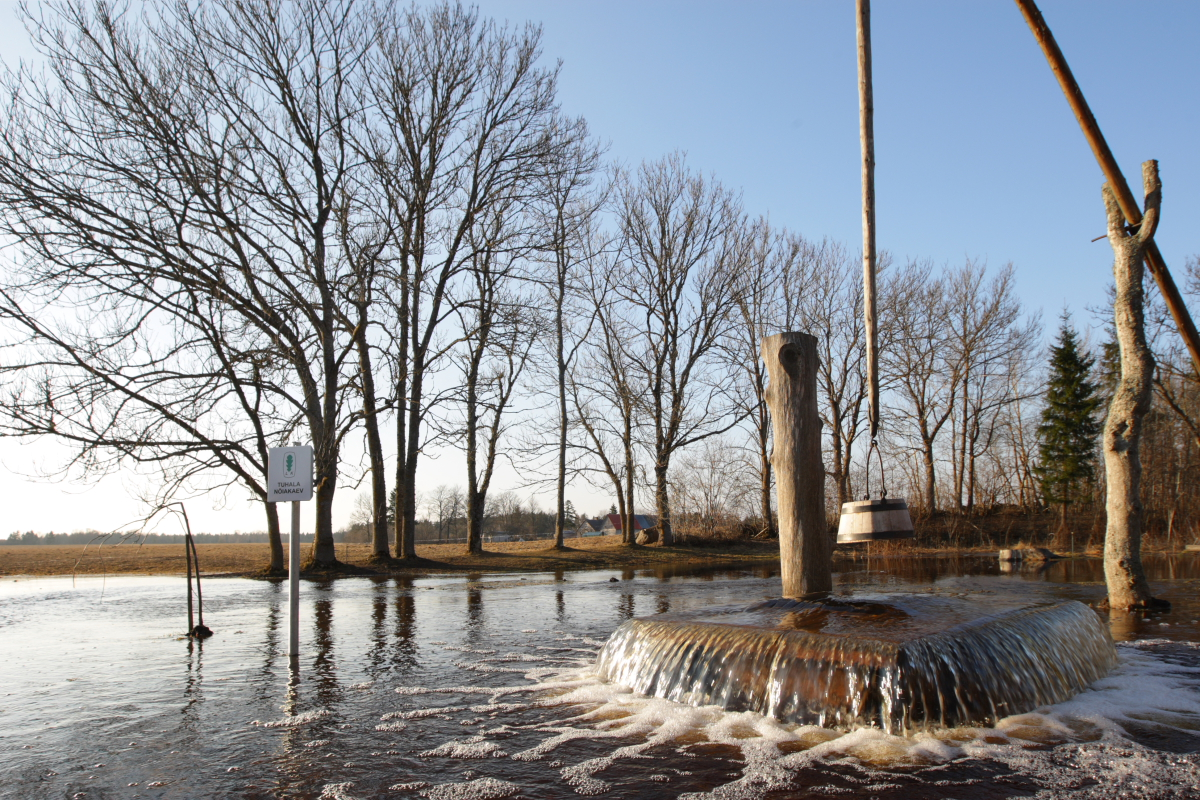
De Heksenbron van Tuhala is een van de toeristische bestemmingen

Het Tuhala karstgebied wordt door veel toeristen bezocht. Belangrijke toeristische bestemmingen zijn onder andere de Heksenbron van Tuhala en de Virulase koobas. Daarnaast zijn er ook nog meerdere, minder bekende bezienswaardigheden in het gebied.
Deze lijst is een onvolledige opsomming van toeristische bestemmingen:
- De Eik van Kooli (Kooli tamm)
- Het Gedenkteken aan de school van Tuhala (Tuhala kooli mälestusmärk)
- De Äiaauk
- De Ämmaauk
- De Wolvengeul (Hundikuristik)
- Het Kistgat (Kirstuauk)
- De Virulase Koobas
- Het karstdal van de Kuie
- De Postimäe depressie (Postimäe nõgu)
- De Kerk van Tuhala
- Het Vanakubja karstdal (Vanakubja karstiorg)
- Het Paardengat (Hobuseauk)
- De Veetõusmebronnen (Veetõusme allikad)
- Het Geldgat (Rahaauk)
- De Heksenbron van Tuhala
- De sculpturen door Ülo Õun
- Het gedenkteken aan Ülo Heinsalu

### Bereikbaarheid en ligging
Het Tuhala karstgebied is gelegen bij de plaatsen Tuhala, Kata, Oru en Tammiku. Deze in de Gemeente Kose gelegen plaatsen vormen grofweg de grens van het karstgebied. Het gebied wordt doorsneden door de Kõrvalmaantee 11203. Aan deze weg liggen diverse parkeerplaatsen vanwaaruit het gebied kan worden betreden.